# Анджело Карозели
Анджело Карозели (на италиански: Angelo Caroselli), (Рим, 10 февруари 1585 г. – Рим, 8 април 1652 г.) е италиански художник, активен в Рим в периода на стила Барок.

## Биография
Анджело Карозели е роден на 10 февруари 1585 г. в Рим в семейство на търговец на картини. Карозели не получава специално обучение, не е свързан с майсторите на живописта и няма покровител. Той е самоук художник, почитател на Караваджо. Въпреки че ефективно възпроизвежда творби на Тициан и Рафаело Санцио, художникът има свой стил включващ влияния от Караваджо и Питер ван Лар.
Анджело Карозели започва кариерата си на художник като реставратор и има репутация на отличен имитатор. Още през 1608 г. името му е включено в списъка на Академията на Сан Лука, Рим.
В търсене на клиенти и изява, художникът се мести първо във Флоренция (1605 г.), а след това в Неапол (1618 г.). При завръщането си в Рим, той е обвинен в опит да продаде фалшификати, които е изработил сам по картини на великите майстори и си спечелва лоша репутация.
Най-известните творби на Анджело Карозели са „Свети Андрей“ за църквата в Монтекалварио в Неапол и „Свети Вацлав крал на Бохемия“ в Свети Петър (Рим).
Учител е на братята художници Филипо и Франческо Лаури, Пиетро Паолини и на сина си Карло Каросели. Вторият му брак с Бриджита Лаури, сестра на художника Филипо Лаури, датира от 1642 година.
Анджело Карозели умира на 8 април 1652 г. в Рим.

## Псевдо Карозели
Една голяма част от картините, първоначално приписани на Анджело Карозели, се установява, че са рисувани от друг художник, който за сега остава неизвестен.
Неизвестният художник определен като Псевдо Карозели е на стилистичното ниво на римския художник, на който вероятно е бил ученик. В картините приписани на Псевдо Карозели са изобразени вещици и ласкателни куртизанки, като често героите, които се виждат в тези картини, имат гротеска поза и карикатурни черти.
По-достоверна е хипотезата, че Псевдо Карозели е северноевропейски художник, вероятно принадлежащ към колонията на фламандските художници, които в седемнадесети век живеят постоянно в Рим, но според някои автори не трябва да се изключва възможността, че Карло Карозели, сина на Анджело Карозели, може да е автор на тези тридесет платна. И накрая, има и такива, които подкрепят хипотезата, че под променливата индивидуалност в действителност се крие личността на няколко различни художници, които обаче принадлежат към кръга на Анджело Карозели.

## Картини на Анджело Карозели
- „Мадоната с Младенеца, Свети Лаврентий и Свети Стефан“
Уолтърс Арт Музей
Балтимор, САЩ
- „Алегория на любовта“
Сотбис, Ню Йорк
- „Лесби плаче за смъртта на своето врабче“
Частна колекция
- „Алегория на младостта и старостта“
Кристи, Ню Йорк